# Evangélikus templom (Rákosliget)
A (rákosligeti) Evangélikus templom Budapest XVII. kerületében, azon belül Rákosligeten található evangélikus templom.

## Története
Az 1890-es évek legvégén alapított és 1907-től önálló község Rákosliget lakói szinte azonnal elkezdték megszervezni a saját felekezeteik szerinti vallási életüket is. Az evangélikusok 1905-ben tartották első istentiszteletüket. Egy évre rá, 1906-ban már fiókegyházzá alakultak. Bár már ebben az évben érkeztek adományok egy templom építésére, a templomépítési alapot csak 1917-ben hozták létre. Tíz évvel később, 1927-ben szerezték meg azt a telket, ahol a templom ma áll, a templomépítési bizottságot pedig 1930-ban hívták életre.
Két évnyi előkészítés után 1932. június 5-én kezdődött meg az építkezés Sándy Gyula tervei alapján, ami ugyanazon év november 20-án fejeződött be. Ugyanezen a napon Raffay Sándor evangélikus püspök fel is szentelte.
Érdekessége, hogy tornya enyhén előre lép az épület homlokzati síkjából, a bejárat pedig még annál is egy lépéssel előbbre. Az íves kialakítású tetőszerkezet egészen a torony homlokzati síkjáig kiér. Erre a tetőkialakítására reflektál a torony lépcsőzetes végződése is. A torony tetején, a homlokzat síkjában egy egyszerű fémkereszt lett felerősítve. Az épületet két hosszanti oldalán 5-5 lefelé szélesedő támpillér tartja meg. Belül a tető bordás fával hálószerűen borított, csúcsíves dongaboltozat. Az épület toronnyal szemközti részen került kialakításra a téglalap alaprajzú, de a falba beugró, felfelé az épület alakját követően íves oltártér. A bejárat fölött az „Erős vár a mi Istenünk” felirat teszi egyértelművé, hogy ez egy evangélikus templom.
Mivel a telek, amin áll a Gózon Gyula utca vonalában található, ami azt megkerülve ugyanabban a vonalban folytatódik, így a templom az utca teljes hosszában már messziről is látható. A látványt csak fokozza, hogy Rákosliget egy domboldalra épült, a templom pedig az utca magasabban fekvő részén található.
A toronyba 1936-ban kerület be a harangok, amiket Szlezák László öntött Budapesten. A két harang 245, illetve 130 kilogrammos, átmérőjük 78 illetve 62 centiméter. A nagyobbikon „Halljátok meg egek, vedd füledbe föld, mert az Úr szól!”, míg a kisebbiken a „Jöjjetek énhozzám mindnyájan, akik fáradtak és terheltek vagytok és én megnyugosztallak titeket”, valamint az „Erős vár a mi Istenünk” sorok olvashatóak. külön-külön 980 és 520, együttesen pedig a hozzájuk tartozó felszerelésekkel együtt 1923,5 magyar pengőbe kerültek.
Rákosligetet 1950. január 1-én Nagy-Budapesthez tartották, amivel a helyi fiókegyház megszűnt és a rákoskeresztúri evangélikus egyházközség része lett.